# Роберт де Моубрей
Роберт де Мобрей (англ. Robert de Mowbray) — останній англо-нормандський граф Нортумбрії (1086–1095 рр.) і активний учасник повстань проти короля Вільгельма II.

## Граф Нортумбрії
Роберт був племінником  Жоффруа, єпископа Кутансу, одного з найближчих соратників  Вільгельма Завойовника. В 1086 р Роберт був призначений графом  Нортумбрії, територія якої включала всю Північну Англію, але була сильно спустошена під час кампаній нормандцев по  підкоренню півночі . З 1080 року посада графа Нортумбрії був фактично вакантною після відмови Обрі де Кусі від цього титулу. 
Роберт відігравав значну роль в політичній боротьбі в Англії після смерті Вільгельма Завойовника. Він приєднався до  повстання 1088 року проти короля  Вільгельма II, підтримавши претензії на англійський престол його старшого брата  Роберта Куртгеза. Повстання завершилося провалом: військам Куртгеза не вдалося висадитися в Англії, а загони бунтівних баронів були розбиті королем. Роберт де Мобрей був засуджений на довічне ув'язнення. Однак незабаром Роберту вдалося примиритися з Вільгельмом II і повернути свої титули і землі. Більш того, після смерті в 1093 році Жоффруа, єпископа Кутанса, Роберт успадкував великі володіння останнього, розташовані в дванадцяти англійських графствах. 

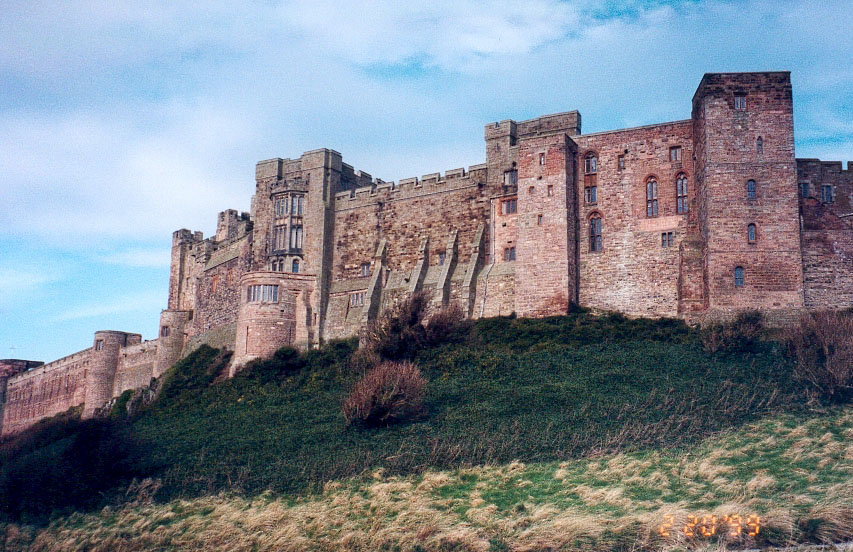
Бамбург, збудований за наказом Роберта де Мобрея

Роберт де Мобрей робив значні зусилля для зміцнення свого північного графства і забезпечення безпеки кордону з  Шотландією. Саме він вибудував кам'яний замок Бамбург, який став служити головною оборонною базою англійців в північній Нортумбрії. Коли в тому ж році в Нортумбрию вторглася армія шотландського короля  Малькольма III, і жорстоко розорила північно-східні землі, Роберт де Мобрей зміг зібрати свої сили і атакувати шотландців у Алніка. 13 листопада 1093 року Малькольм III був убитий одним з людей Роберта де Мобрея і на північному кордоні Англії на довгий час запанував мир. 

## Повстання 1095 року
Посилення могутності Роберта призвело до нового конфлікту з королем Вільгельмом II. В 1095 році Роберт де Мобрей захопив кілька норвезьких кораблів. По скарзі норвезьких купців король викликав його на суд  Великої королівського ради за звинуваченням в беззаконні. Граф відмовився постати перед судом, а замість цього підняв повстання, до якого приєдналися багато баронів Північної і Західної Англії (Гілберт Фітц-Річард,  Вільгельм д'Е та інші). Малоймовірно, що причиною заколоту було захоплення кораблів. Найімовірніше, виступ був пов'язаний з невдоволенням деспотичними методами правління короля Вільгельма II. Учасники заколоту підтримували зв'язок з баронами  Нормандії і, можливо, з самим герцогом  Робертом Куртгезом. Вони висунули ідею передачі англійського престолу  Стефану Омальському, сину  сестри  Вільгельма Завойовника.
Повстання було серйозним випробуванням для країни. Король був змушений залишити розташування своїх військ в Нормандії і терміново повернутися до Англії. Була набрана нова королівська армія, яка рушила на північ. Замок Тайнмаут був обложений і впав після двомісячної облоги. Бамбург, укріплений Робертом де Мобреем, тримався ще довше. Самого Роберта обманом виманили з замку і захопили в полон. Після цього оборону Бамбурга очолила дружина графа Матильда де Легль (пом. після жовтня 1155; дочка Річарда де Л'Егль і Юдіт д'Авранш). Лише загроза осліпити чоловіка змусила Матильду прийняти умови капітуляції. Падіння Бамбурга стало кінцем повстання 1095 року. Король Вільгельм II вкрай жорстоко розправився з його учасниками: Роберт був позбавлений всіх своїх володінь і титулів і засуджений на тривале тюремне ув'язнення, після якого він був пострижений у ченці, Вільгельм д'Е був засліплений і кастрований, інші бунтівники страчені або засуджені до великих штрафів. Роберт де Мобрей помер у 1125 році.
Ордерік Віталій дає такий опис Роберта де Мобрея: «Сильний, багатий, сміливий, жорстокий на війні, гордовитий, він зневажав своїх рівних і, роздуваючись від марнославства, гидував підкорятися своєму начальству. Він був великого зросту, сильний, смаглявий і загорілий, волосатий. Сміливий і хитрий, суворий і похмурий, він був схильний більше до медитації, ніж до промов, і в розмові майже ніколи не посміхався ».
Дружина Моубрея, Матильда, отримала розлученя від папи Пасхалія II на підставі кровної спорідненості, і десь після 1107 року стала дружиною родича свого колишнього чоловіка Найджела д'Обіньї, якому також були надані землі, конфісковані після повстання. Пара залишилася бездітною, і в 1118 д'Обіньї розлучився з Матільдою і одружився з Ґундред де Гурне, дочкою Жерара де Гурне і Едіт де Варенн. У них був син, Роджер, який успадкував маєток, що початково належав Роберту де Мобрею. Отримавши спадок, Роджер змінив своє ім'я на Мобрей за вказівкою Генріха I. Таким чином, рід Моубрей продовжив існувати, але без кровної лінії Роберта де Моубрея. 
Після зміщення Роберта де Мобрея з поста графа Нортумбрії, це давнє  англосаксонське графство було скасоване, а його територія розділена між більш дрібними адміністративними утвореннями: Нортумберленд, Йоркшир, Вестморленд,  Камберленд. Нові  графи Нортумберленду з'явилися лише в XIV столітті. 